# Fada (département)
Le département de Fada est un des 2 départements composant la région d'Ennedi Ouest au Tchad (Ordonnance N° 027/PR/2012 du 4 septembre 2012). Son chef-lieu est Fada.

## Subdivisions
Le département de Fada est divisé en 5 sous-préfectures :
- Fada
- Gouro
- Ounianga (ou Ounianga Kébir)
- Tébi
- Nohi

## Administration
Liste des administrateurs :
Préfets de Fada
- 2012 : xx